# Flaga Saratowa
Flaga Saratowa (ros: Флаг Саратова) – jest oficjalnym symbolem rosyjskiego miasta Saratów, przyjętym w obecnej formie 18 listopada 1997 roku przez radę miasta.

## Opis i symbolika
Flaga Saratowa to prostokątny materiał w proporcjach (szerokość do długości) – 2:3, podzielony na dwa poziome pasy. Dolny w kolorze błękitnym stanowi 1/3 całej flagi. Górny, barwy białej, stanowi 2/3 całości. Został na nim umieszczony miejski herb Saratowa. Jest to błękitna tarcza z trzema srebrnymi jesiotrami. Błękit dolnego pola flagi jest taki sam jak błękit użyty w herbie umieszczonym w górnym polu.
Symbolika flagi jest w zasadzie taka sama jak symbolika herbu miasta. Jesiotry umieszczone w herbie symbolizują bogactwa naturalne regionu oraz obfitość ryb, które to zamieszkują wody Wołgi. Błękit jest także nawiązaniem do tej wielkiej rzeki, jej piękna oraz znaczenia dla mieszkańców, a biel oddawać ma czystość, szlachetność oraz uczciwość ludzi zamieszkujących obszar Saratowa.

## Historia

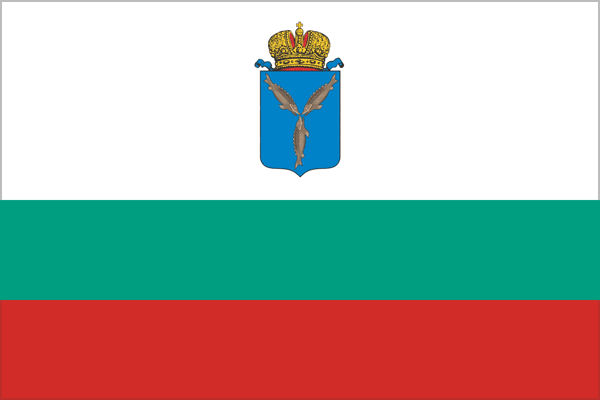
Flaga Saratowa obowiązująca w dniach od 5 lutego do 28 maja 1997.

Flaga Saratowa obowiązująca w dniach 28 maja do 18 listopada 1997.

Flaga została ustanowiona 5 lutego 1997 r. decyzją rady miasta Saratowa. Różniła się ona nieznacznie od obecnie używanego wzoru. Podzielona była na trzy pola. Dwa dolne stanowiące połowę flagi były (patrząc od dołu) koloru czerwonego i zielonego. Górny białego, na nim znajdował się herb miasta w formie sprzed 1917 r., dodatkowo zwieńczony Wielką Koroną Imperialną Rosji oraz wstęgą Orderu św. Andrzeja Apostoła Pierwszego Powołania. Bardzo szybko ten projekt został zmieniony, bo już 28 maja 1997 roku. Zmiana była kosmetyczna: zastąpiono wyobrażenie herbu nowym, zgodnym z tym jaki kilka miesięcy później zostanie przyjęty jako oficjalny herb miejski Saratowa. Do kolejnej zmiany doszło kilka miesięcy później.
18 listopada 1997 r. decyzją Saratowskiej Rada Miejskiej, wraz z ustanowieniem nowego herbu dla miasta, zostały wprowadzone także poprawki do wyglądu flagi, której nadano obecny wygląd (ustawa nr. 13-108). Tym samym w jednym tylko roku 1997 miasto Saratów posiadało trzy różne flagi miejskie. Otrzymała ona numer 212 w Państwowym heraldycznym rejestrze Federacji Rosyjskiej. Według prawa flaga Saratowa musi zawsze powiewać nad budynkami rady miasta oraz saratowskiej administracji. Powinna się także znajdować przy wjeździe do miasta, na lotnisku, a także głównych dworcach kolejowych i autobusowych w Saratowie. W przypadku jednoczesnego użycia wraz z flagą obwodu saratowskiego i państwową flagą rosyjską nie może ona być większa lub być wywieszona wyżej niż wymienione flagi.